# 秋田市立御所野小学校
秋田市立御所野小学校（あきたしりつ ごしょのしょうがっこう）は、秋田県秋田市御所野元町にある公立小学校。学校区は秋田市南部、おおむね県道61号線沿い、奥羽本線北部となっている。  

## 教育目標
- 心豊かでたくましく，進んで学ぶ子どもの育成
  - 思いやりの心をもち，協力し合う子ども
  - めあてをもって進んで学び,考えぬく子ども
  - 健康で明るく，がんばりのきく子ども

## 沿革
1991年に児童数62名をもって開校。その後、御所野ニュータウンの分譲が進むにつれて児童数は増加し、校舎や体育館を増築している。

### 年表
以下、注釈の無い項目は学校の公式サイトの情報によるもの。
- 1991年：開校式、斉藤憲三顕彰会研究賞受賞
- 1994年：斉藤憲三賞銀賞受賞
- 1996年：秋田市課題研究推進校に指定、健康教育（性教育―エイズ教育）
- 2003年：文部科学省指定学力向上フロンティアスクール実践発表会
- 2012年：「第60回よい歯のコンクール」で学校表彰受賞

## 校歌
- 作詞：川上八郎
- 作曲：渡部護

歌詞などは学校の公式サイトを参照。

## スポーツ少年団
- 野球
- サッカー

## 主な進学先
- 秋田市立御所野学院中学校

## 最寄駅
- 四ツ小屋駅

## アクセス

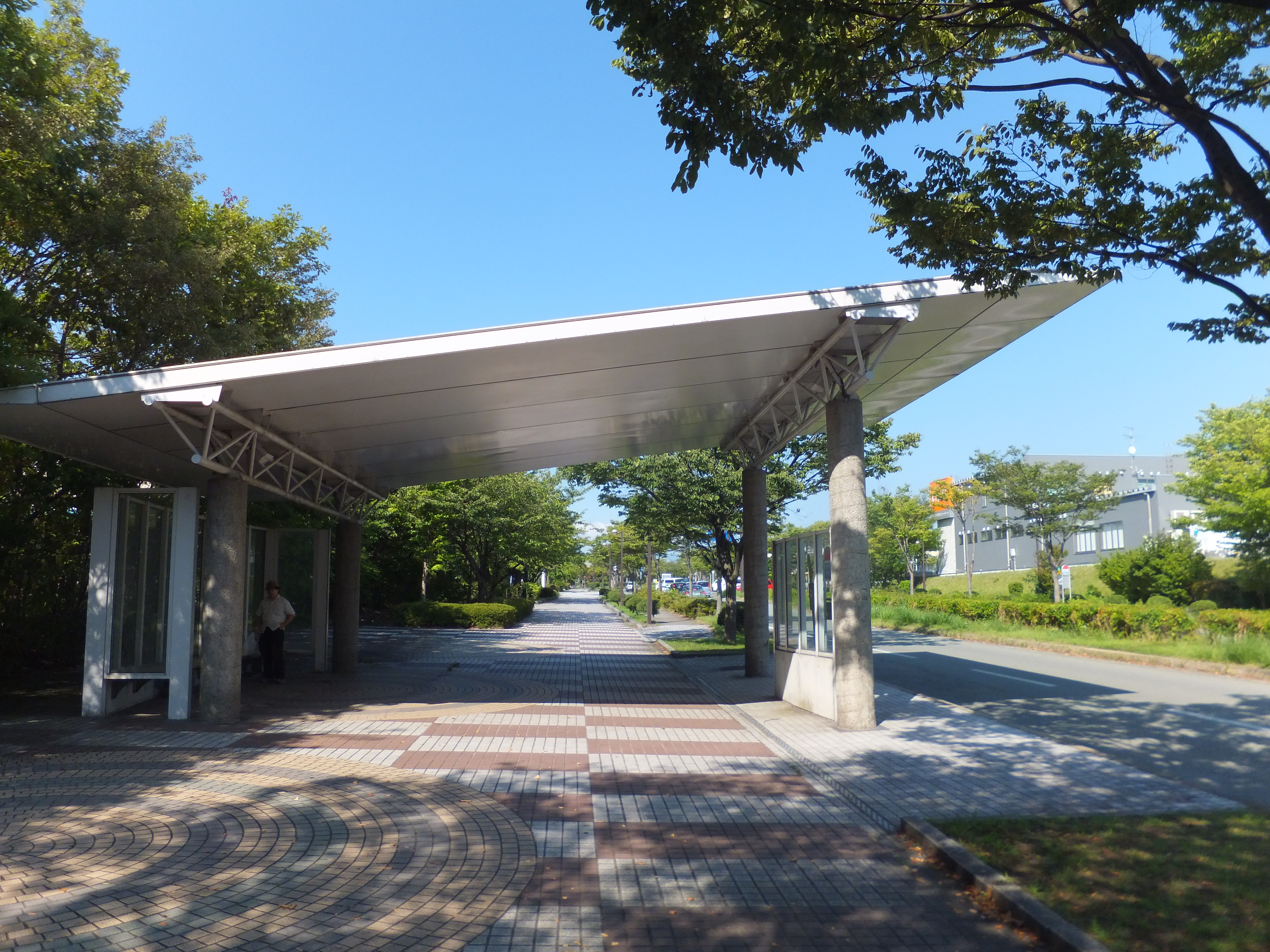
御所野小学校入口バス停

- 秋田中央交通 広面御所野線 御所野小学校入口下車

## 著名出身者
- 石川璃音（サッカー日本女子代表）

## 学区内施設

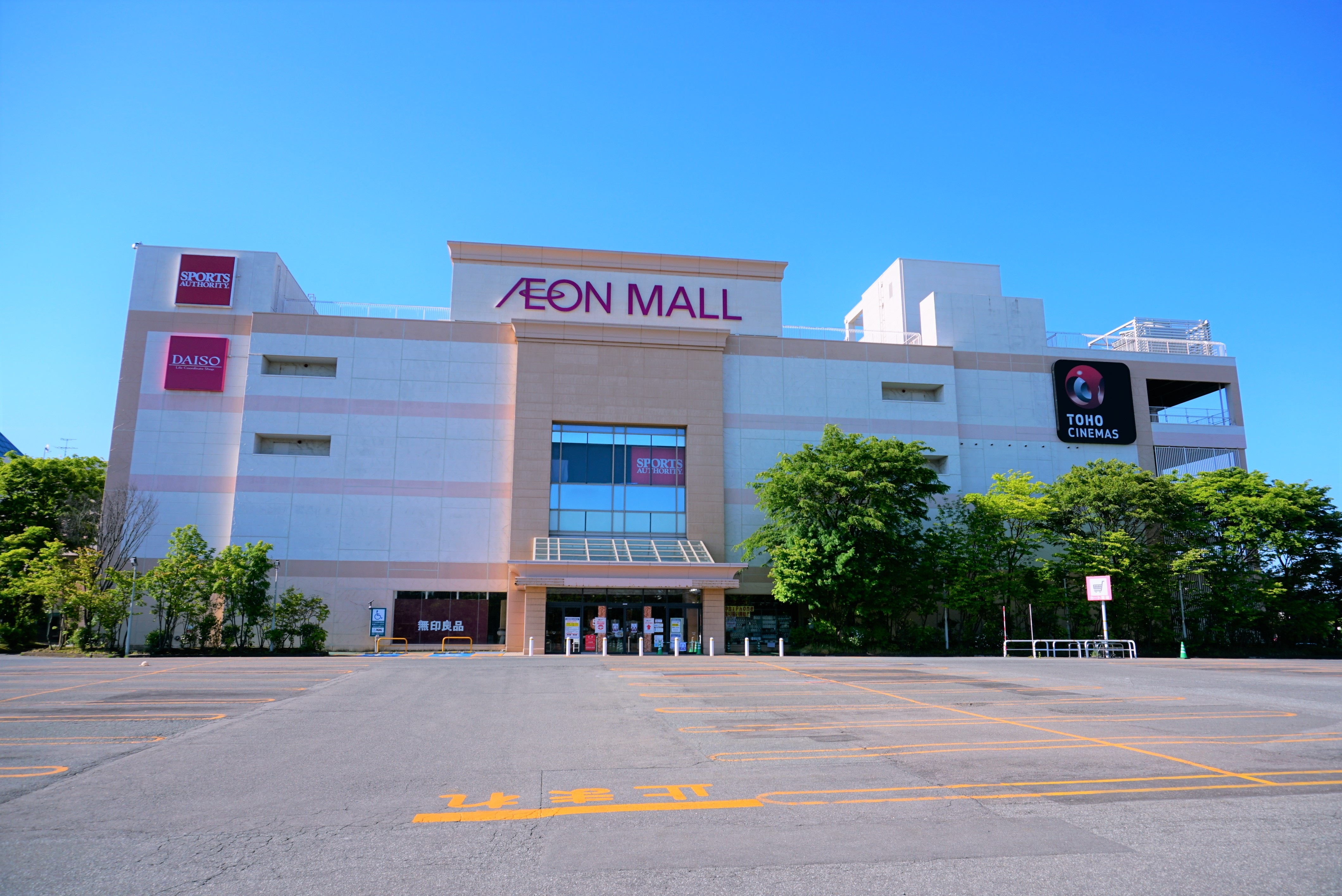
イオンモール秋田
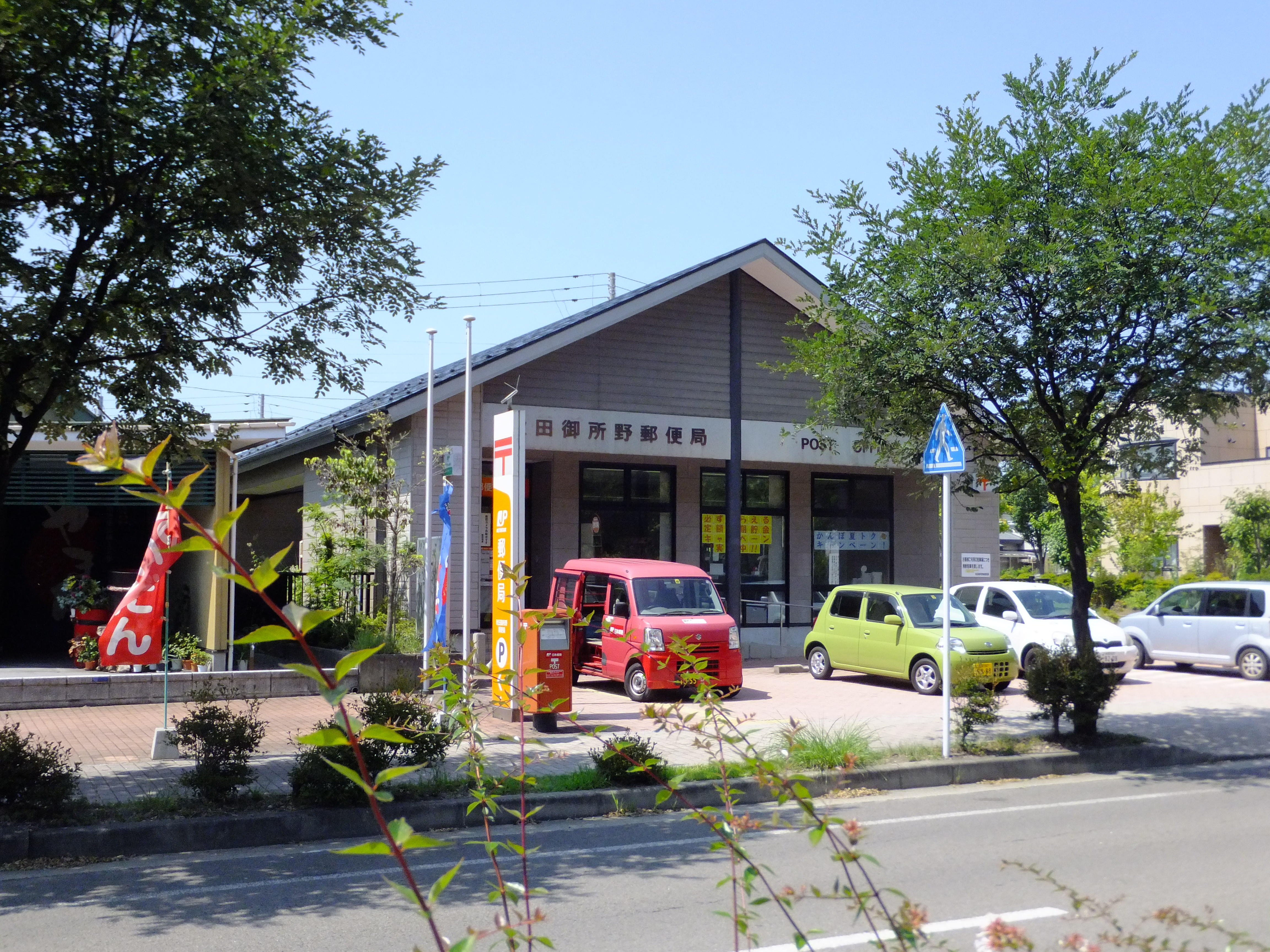
秋田御所野郵便局
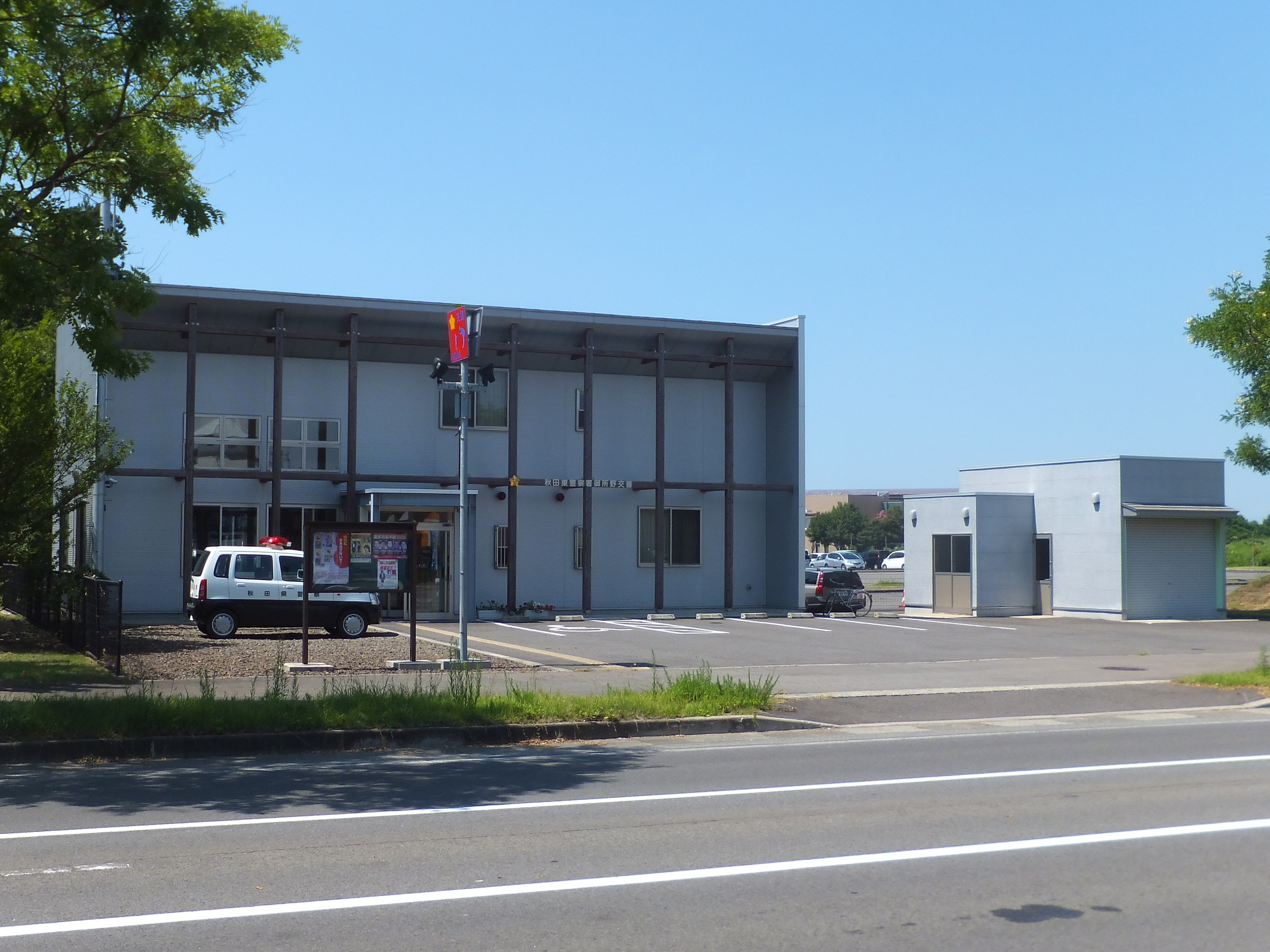
御所野交番
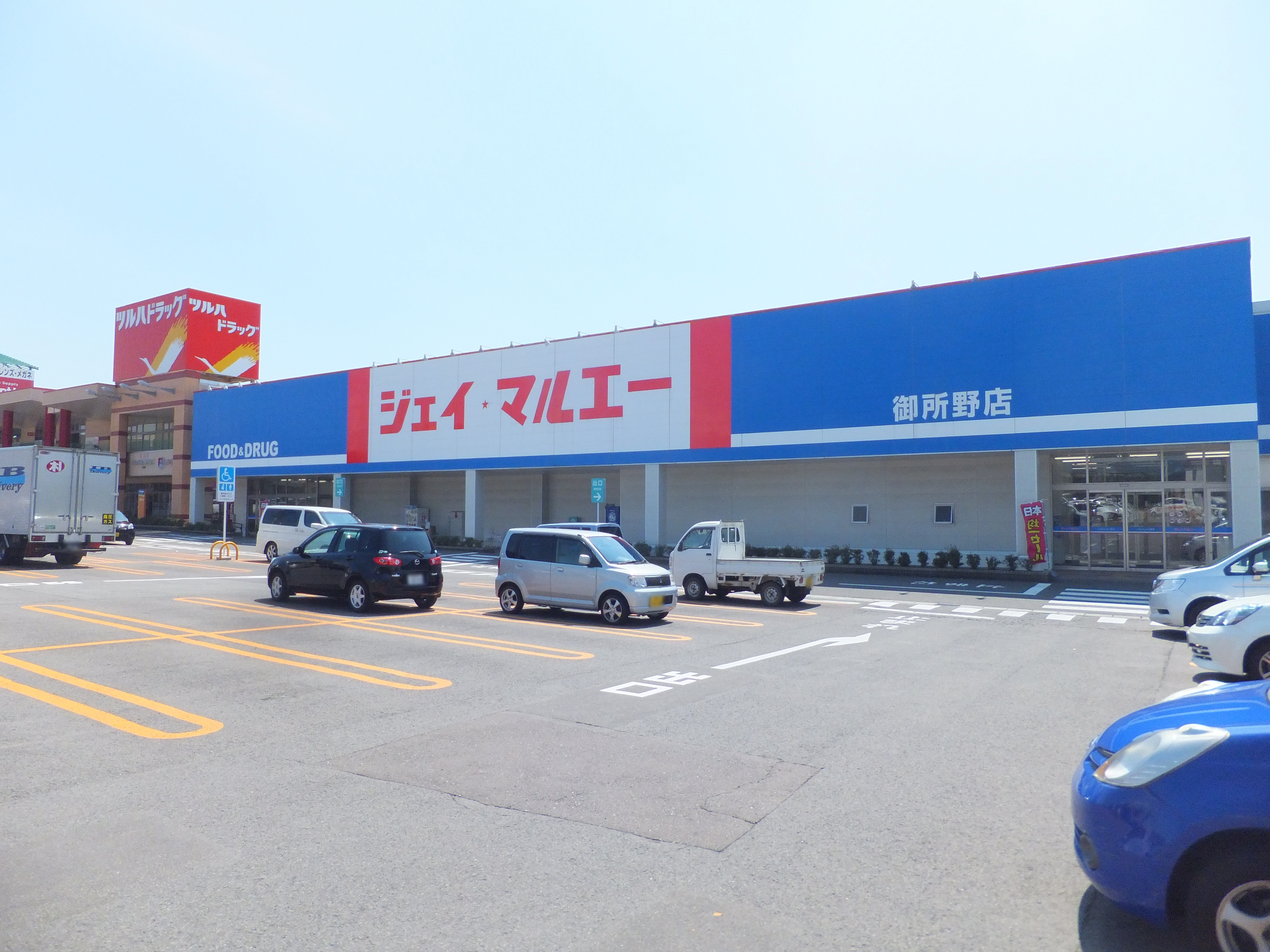
フレスポ御所野
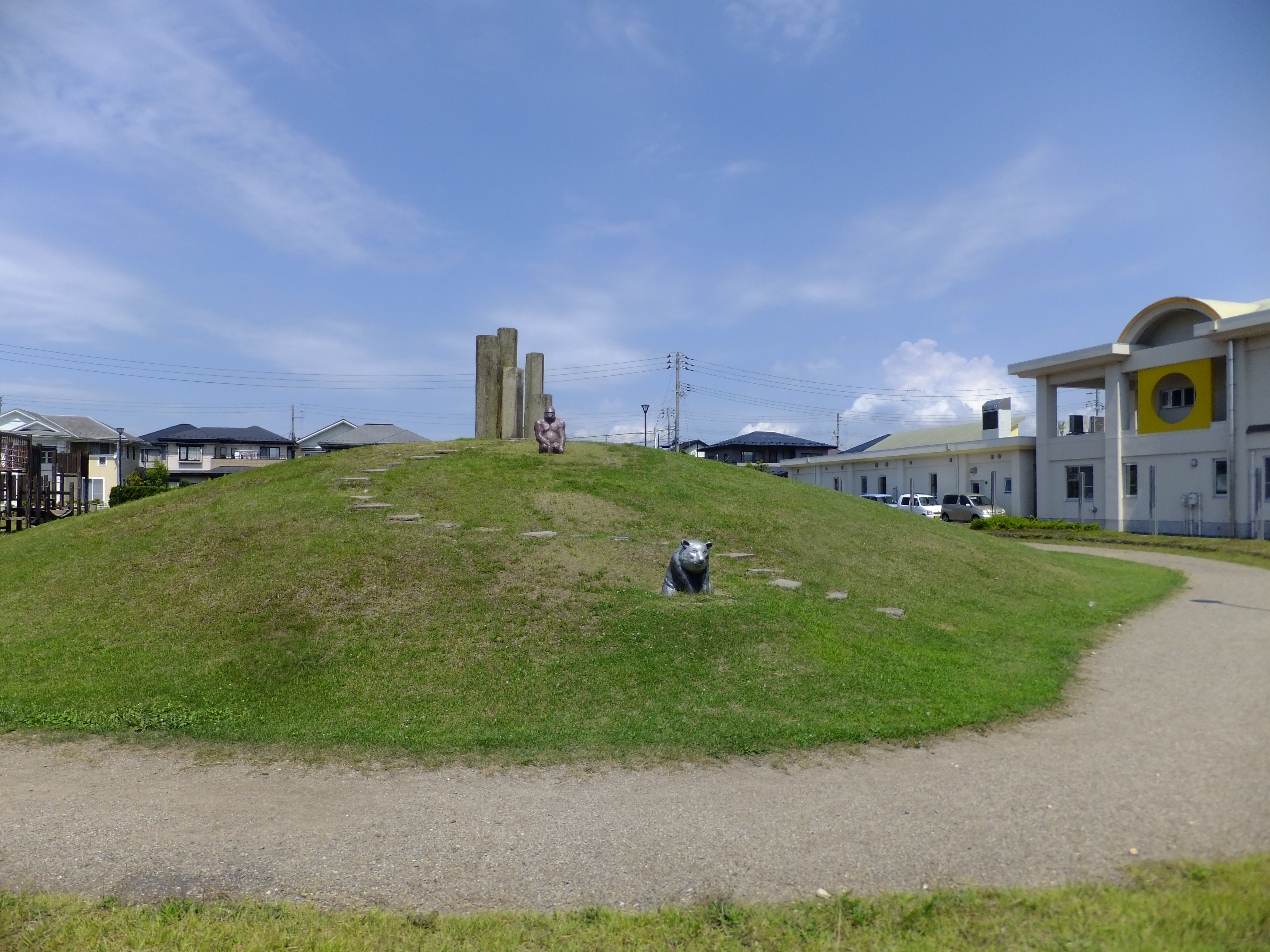
御所野第三街区公園
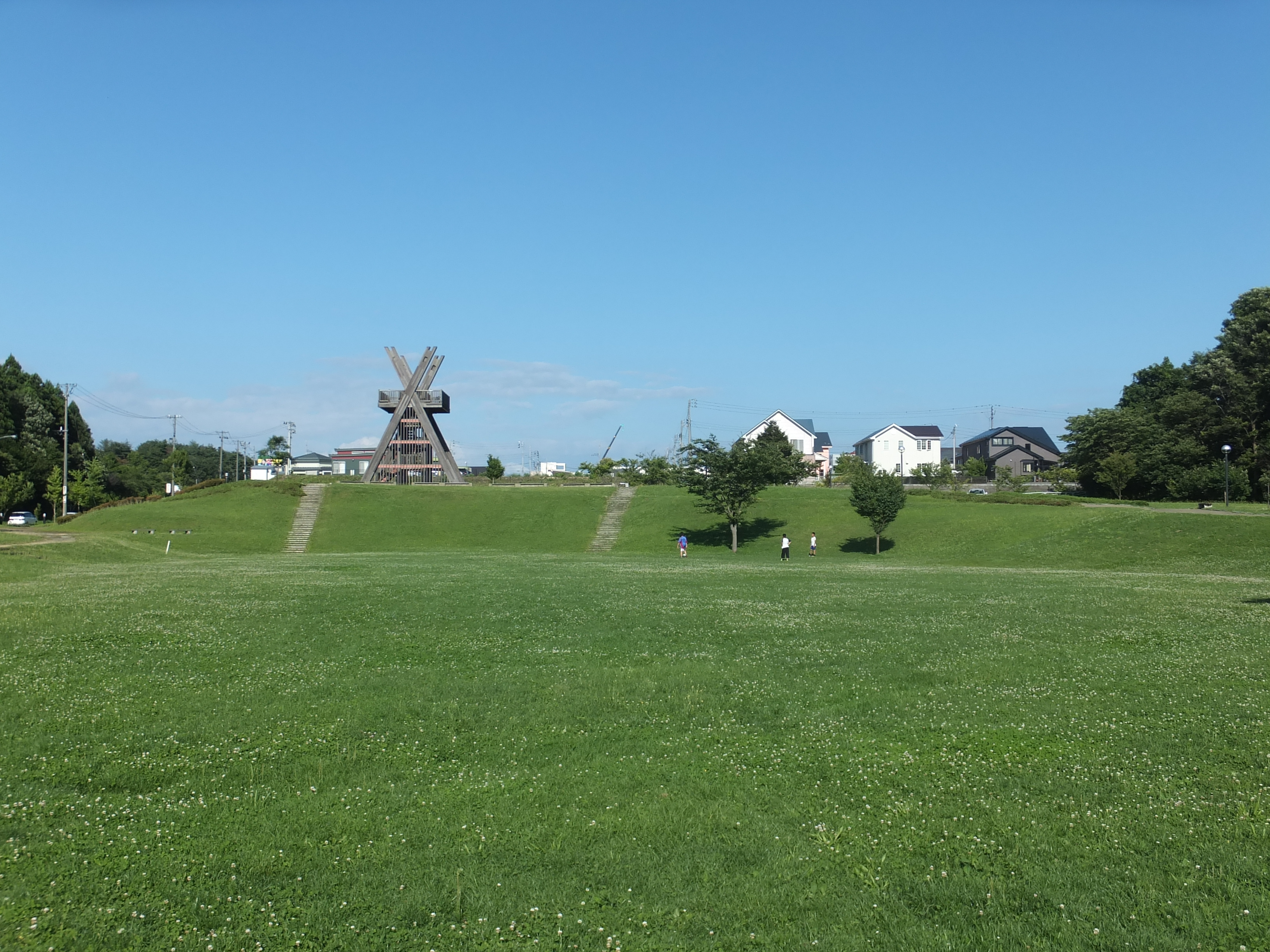
御所野ふれあい地区公園
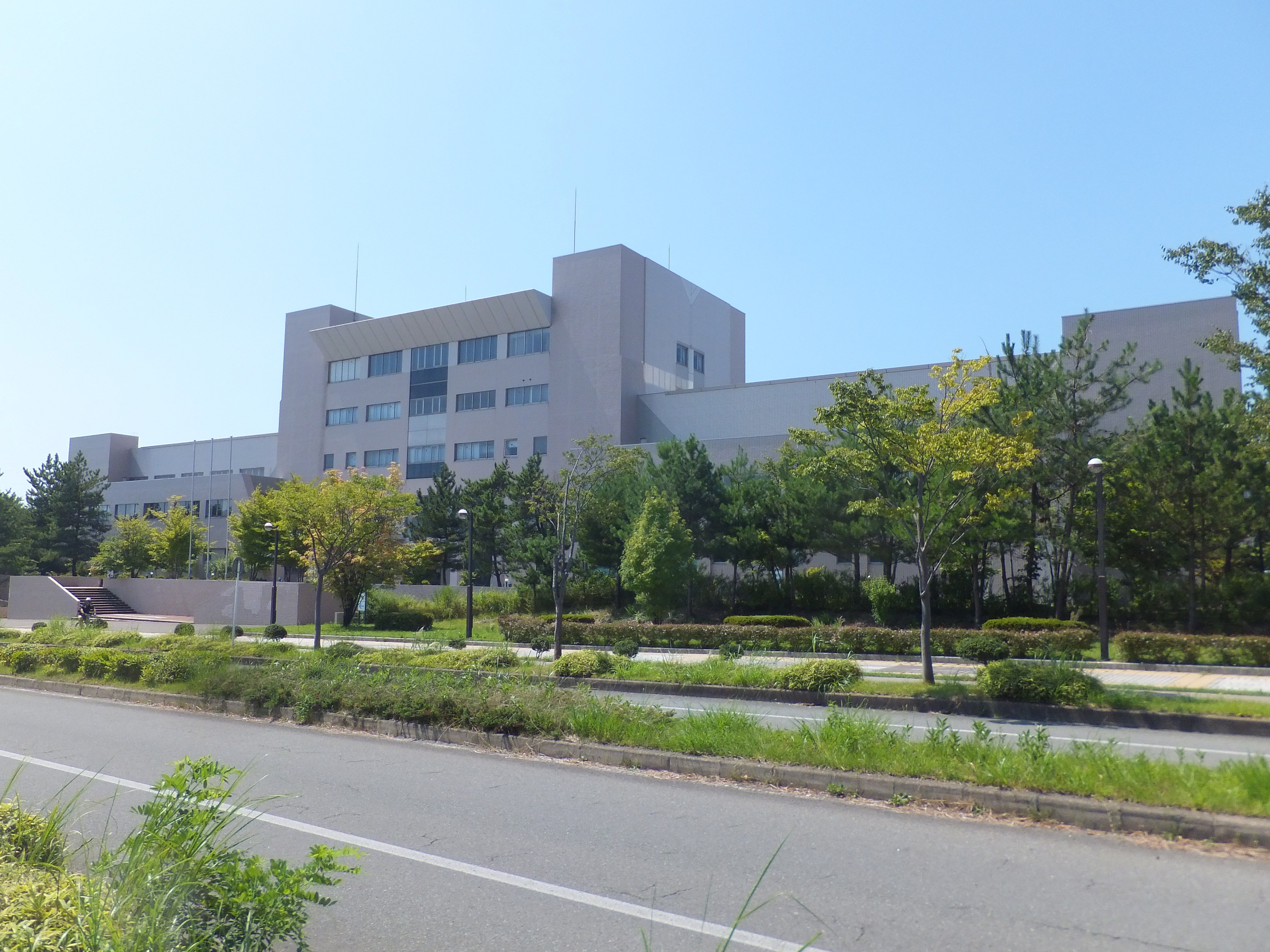
秋田テルサ
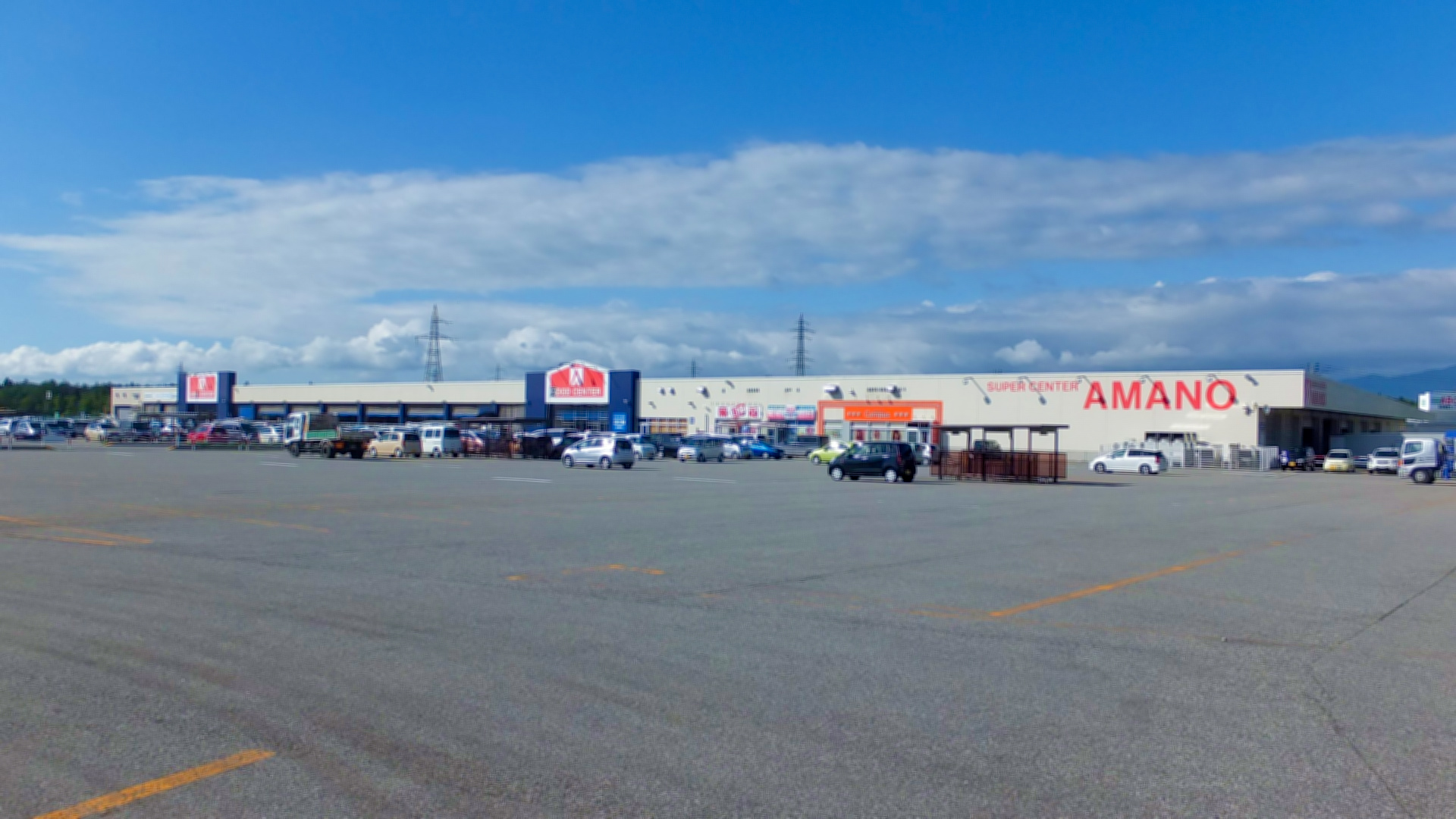
スーパーセンターアマノ御所野店
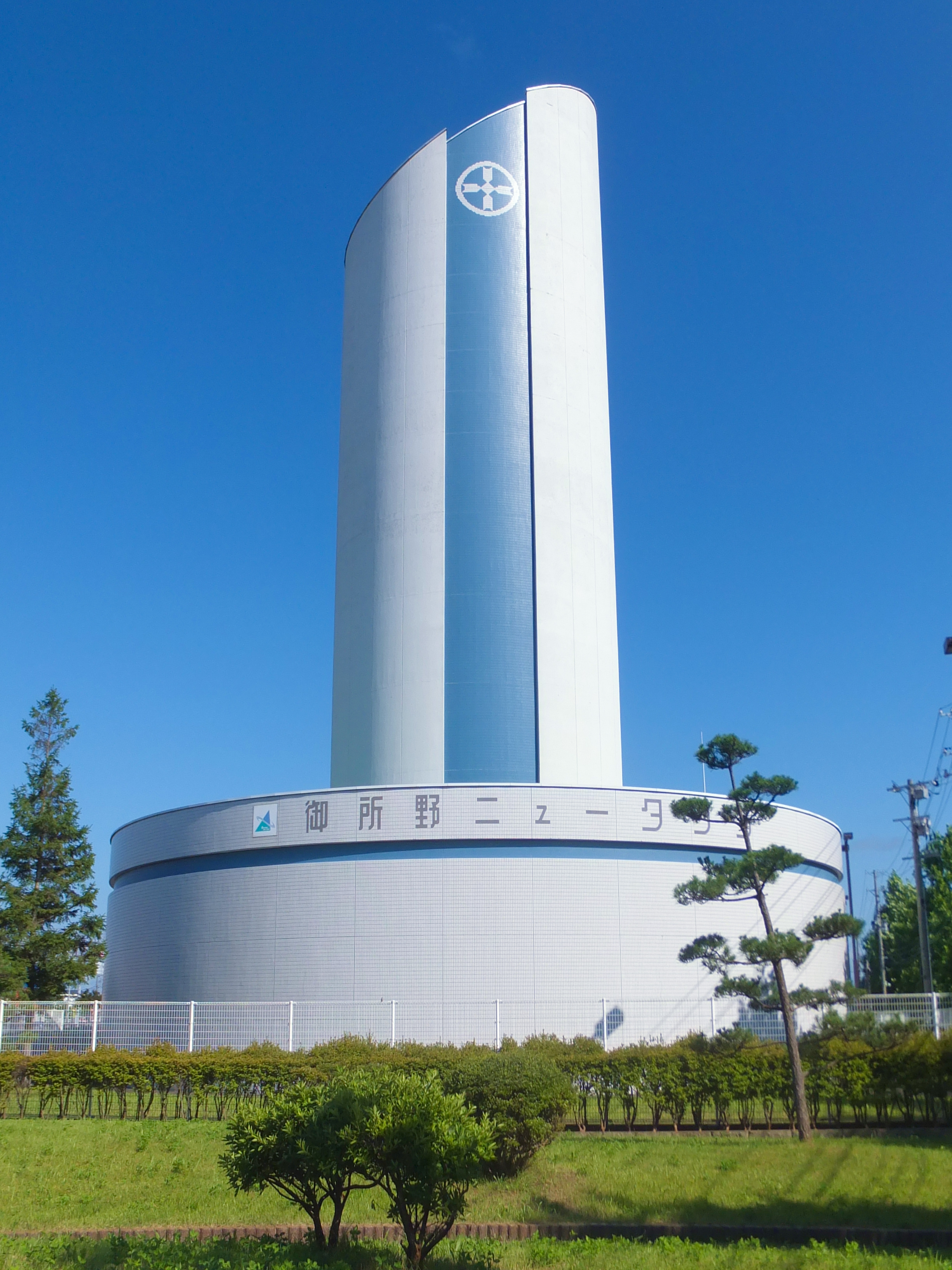
御所野配水場
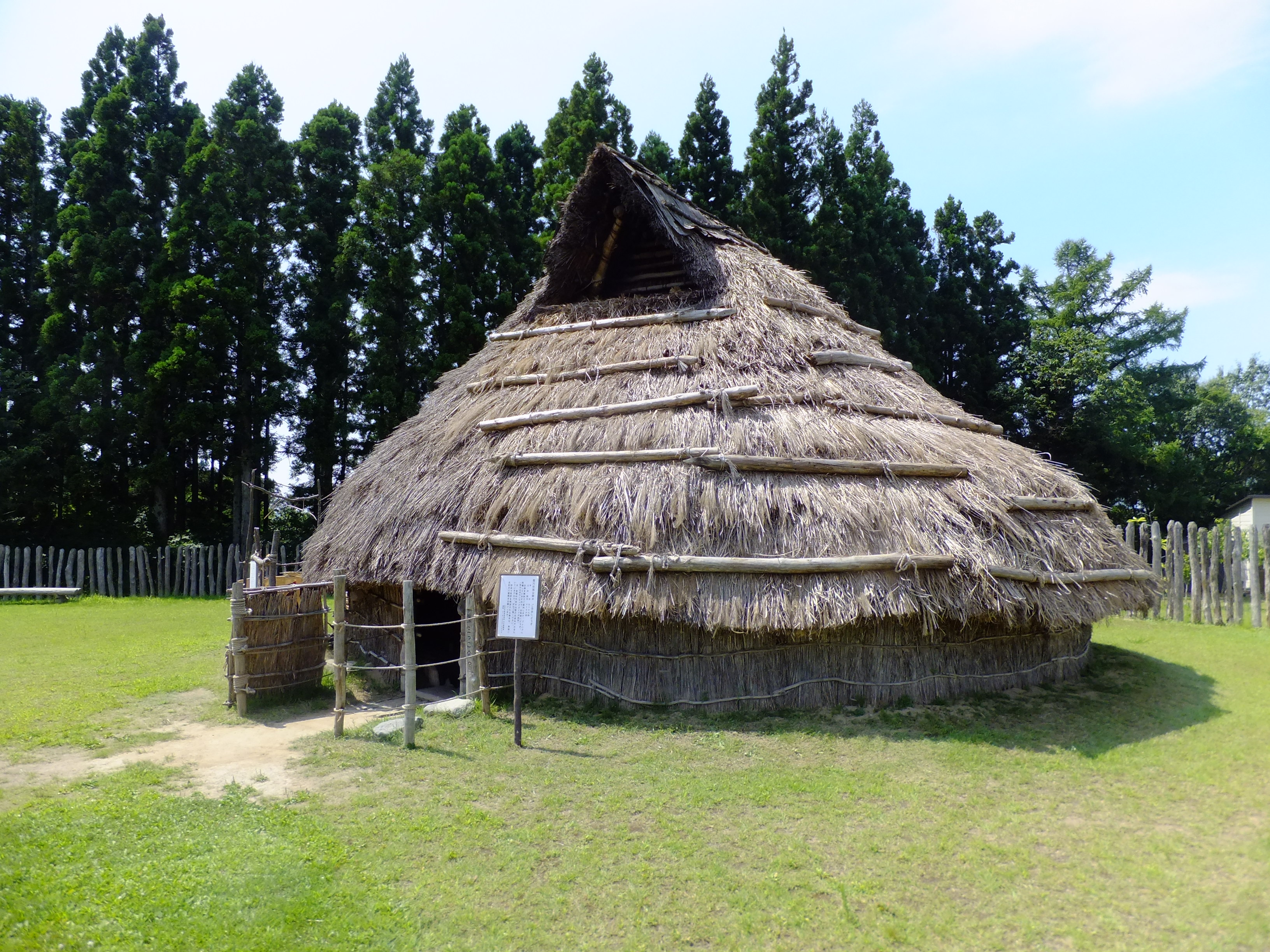
地蔵田遺跡
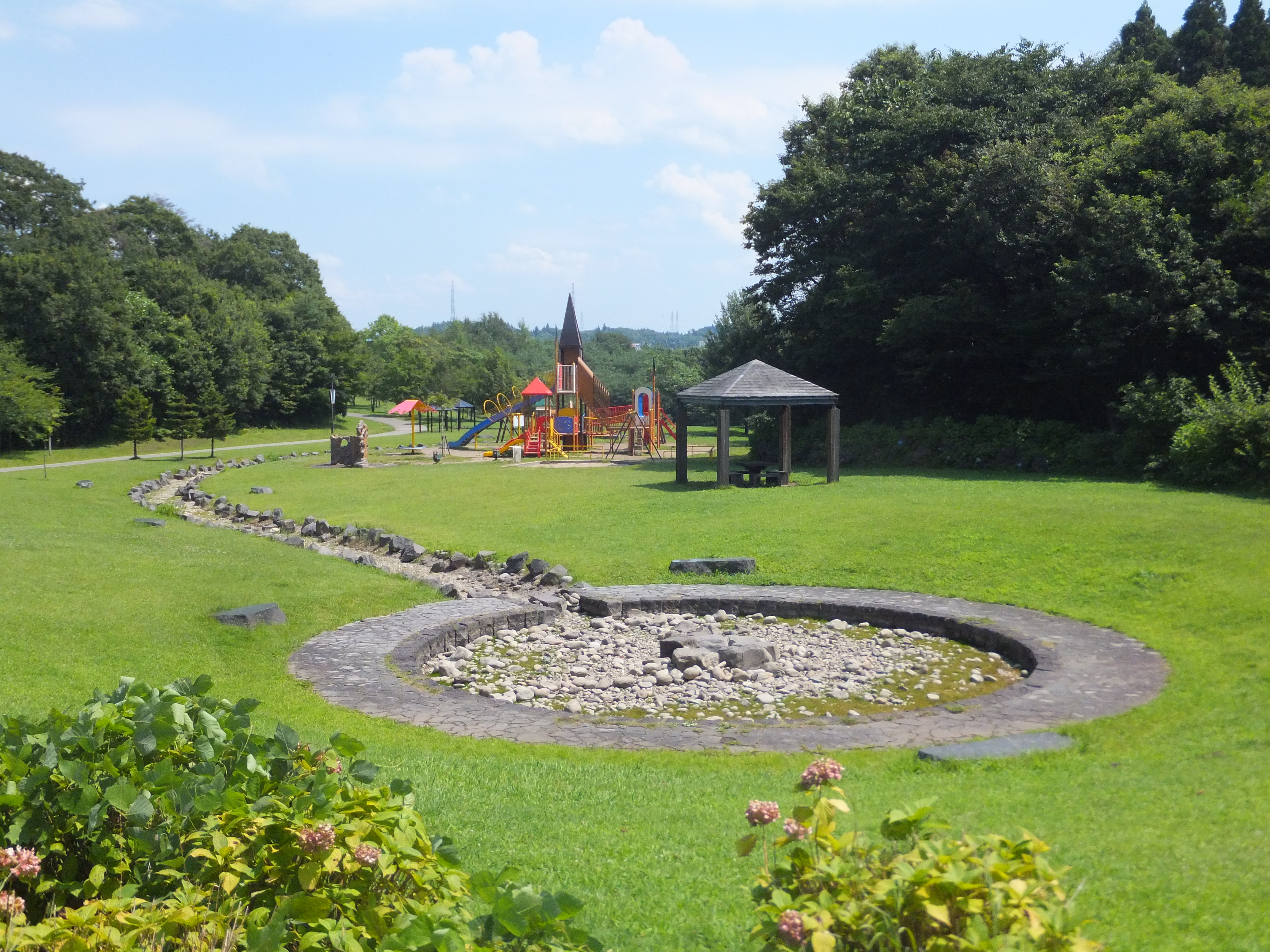
御所野総合公園
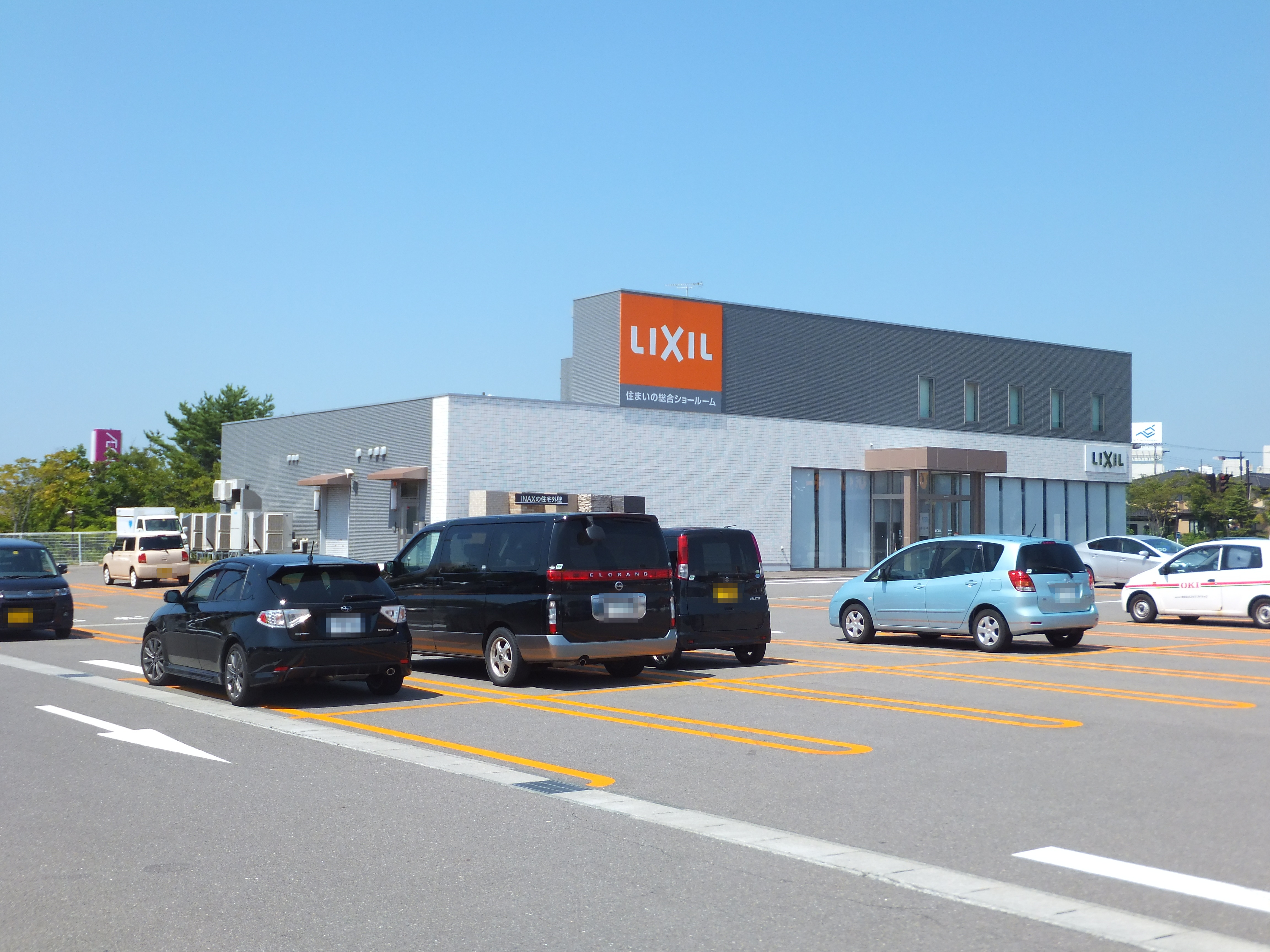
リクシル秋田ショールーム
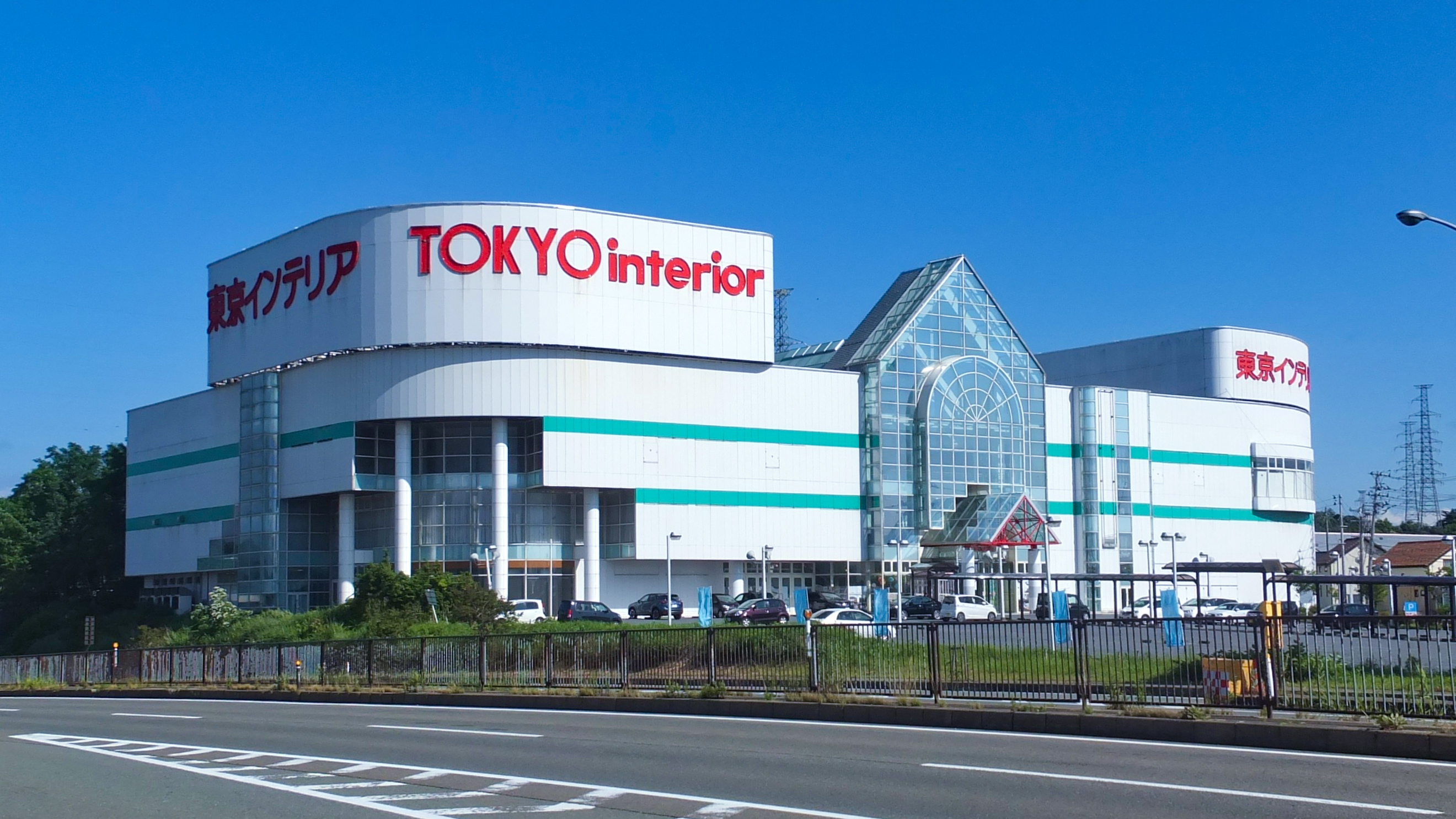
東京インテリア家具秋田店